# ネポムク - ブラトナー線
ネポムク～ブラトナー線（チェコ語: Železniční trať Nepomuk–Blatná）は、チェコ国鉄の鉄道線の名称である。路線番号は192。
1899年、帝立王立国有鉄道の路線として開業した。また、2019年以前の路線番号は191であった。

## 運行形態

### 定期列車
全て各駅停車。全線通しは、平日一日8往復、土曜日一日4往復、休日一日5往復の運行。日中は概ね4時間間隔となる。ネポムクでは、190号線特急のプルゼニ方面またはブルノ方面のいずれかと接続するケースが多い。

### 臨時列車
- 「南チェコ蒸気の夏」イベント列車
蒸気機関車。夏に年2日、ブラトナー - ネポムク間に一日1往復の運行。フラヂシチェ、カセヨヴィツェ停留所、ジヴォチツェを除く各駅に停車する。ネポムク行には「黒い男爵」、ブラトナー行には「聖ヤン」の愛称がつけられている。2018年運行。

## 駅一覧
以下では、チェコ国鉄191号線の駅と営業キロ、停車列車、接続路線などを一覧表で示す。なお、全て各駅停車である。
| 路線名 | 駅名                           | 駅間営業キロ | 累計営業キロ | 接続路線                            | 所在地       | 所在地           |
| ------ | ------------------------------ | ------------ | ------------ | ----------------------------------- | ------------ | ---------------- |
| 192    | ブラトナー駅                   | -            | 0.0          | 203号線                             | 南ボヘミア州 | ストラコニツェ郡 |
| 192    | トホルジョヴィツェ駅           | 5.0          | 5.0          |                                     | 南ボヘミア州 | ストラコニツェ郡 |
| 192    | ルナールジェ駅                 | 1.6          | 6.6          |                                     | 南ボヘミア州 | ストラコニツェ郡 |
| 192    | フラヂシチェ・ウ・ブラトネー駅 | 1.5          | 8.1          |                                     | 南ボヘミア州 | ストラコニツェ郡 |
| 192    | カセヨヴィツェ駅               | 2.6          | 10.7         |                                     | プルゼニ州   | 南プルゼニ郡     |
| 192    | カセヨヴィツェ停留所           | 2.9          | 13.6         |                                     | プルゼニ州   | 南プルゼニ郡     |
| 192    | ジヴォチツェ駅                 | 1.4          | 15.0         |                                     | プルゼニ州   | 南プルゼニ郡     |
| 192    | コトウニ駅                     | 2.6          | 17.6         |                                     | プルゼニ州   | 南プルゼニ郡     |
| 192    | ジェルヴィツェ駅               | 3.1          | 20.7         |                                     | プルゼニ州   | 南プルゼニ郡     |
| 192    | トルジェブチツェ駅             | 2.1          | 22.8         |                                     | プルゼニ州   | 南プルゼニ郡     |
| 192    | ネポムク駅                     | 1.6          | 24.2         | 191号線（プルゼニ方面、ブルノ方面） | プルゼニ州   | 南プルゼニ郡     |